# میلوویتسه و هوریتس
میلوویتسه و هوریتس (به چکی: Milovice u Hořic) یک منطقهٔ مسکونی در جمهوری چک است که در شهرستان ییچین واقع شده‌است. میلوویتسه و هوریتس ۲۹۱ نفر جمعیت دارد.